# Elecciones regionales de Loreto de 2010
Las elecciones regionales de Loreto de 2010 se llevaron a cabo el 3 de octubre de 2010 para elegir al presidente regional, al vicepresidente regional y al Consejo Regional para el periodo 2011-2014. La elección se celebró simultáneamente con elecciones regionales y municipales (provinciales y distritales) en todo el Perú.

## Sistema electoral
El Gobierno Regional de Loreto es el órgano administrativo y de gobierno del Departamento de Loreto. Está compuesto por el presidente regional, el vicepresidente regional y el Consejo Regional.
La votación se realiza en base al sufragio universal, que comprende a todos los ciudadanos nacionales mayores de dieciocho años, empadronados y residentes en el departamento de Loreto y en pleno goce de sus derechos políticos.
El presidente y vicepresidente regional son elegidos por sufragio directo. Para que un candidato sea proclamado ganador debe obtener no menos de 30 % de votos válidos. En caso ningún candidato logre ese porcentaje en la primera vuelta electoral, los dos candidatos más votados participan en una segunda vuelta o balotaje.
El Consejo Regional de Loreto está compuesto por 9 consejeros elegidos por sufragio directo para un período de cuatro (4) años. La votación es por lista cerrada y bloqueada. Cada provincia del departamento de Loreto constituye una circunscripción electoral. La votación es por lista cerrada y bloqueada. Se asigna a la lista ganadora los escaños según el método d'Hondt. La distribución y el número de consejeros regionales es la siguiente:
| Circunscripción                                                              | Escaños | Mapa |
| ---------------------------------------------------------------------------- | ------- | ---- |
| Loreto y Maynas                                                              | 2       |      |
| Alto Amazonas, Datem del Marañón, Mariscal Ramón Castilla, Requena y Ucayali | 1       |      |

## Composición del Consejo Regional de Loreto
La siguiente tabla muestra la composición del Consejo Regional de Loreto antes de las elecciones.
| Partidos | Partidos              | Consejeros |
| -------- | --------------------- | ---------- |
|          | Fuerza Loretana       | 5          |
|          | Restauración Nacional | 2          |

## Partidos y candidatos
A continuación se muestra una lista de los principales partidos y alianzas electorales que participaron en las elecciones:
| Candidatura | Candidatura | Partidos y alianzas                                             | Candidatos | Candidatos                    | Ideología                                                        | Resultado previo | Resultado previo | Ref. |
| Candidatura | Candidatura | Partidos y alianzas                                             | Candidatos | Candidatos                    | Ideología                                                        | Votos (%)        | Con.             | Ref. |
| ----------- | ----------- | --------------------------------------------------------------- | ---------- | ----------------------------- | ---------------------------------------------------------------- | ---------------- | ---------------- | ---- |
|             | FL          | Lista - Fuerza Loretana (FL)                                    |            | Yván Vásquez Valera           | Regionalismo loretano                                            | 40.98%           | 5                |      |
|             | RN          | Lista - Restauración Nacional (RN)                              |            | Noé Malpartida Sánchez        | Liberalismo económico Conservadurismo social Humanismo cristiano | 24.88%           | 2                |      |
|             | UNIPOL      | Lista - Movimiento Político Regional UNIPOL (UNIPOL)            |            | Robinson Rivadeneyra Reátegui | Regionalismo loretano                                            | 9.76%            | 0                |      |
|             | AP          | Lista - Acción Popular (AP)                                     |            | Jorge Chávez Sibina           | Humanismo Nacionalismo cívico Reformismo                         | 8.54%            | 0                |      |
|             | APRA        | Lista - Partido Aprista Peruano (APRA)                          |            | Moisés Panduro Coral          | Aprismo                                                          | 3.97%            | 0                |      |
|             | FDP         | Lista - Fonavistas del Perú (DD)                                |            | Moisés Ho Vásquez             | Socialismo Nacionalismo de izquierda Ecologismo                  | Nuevo            | Nuevo            |      |
|             | MERA        | Lista - Movimiento Esperanza Región Amazónica (MERA)            |            | Jorge Mera Ramírez            | Regionalismo loretano                                            | Nuevo            | Nuevo            |      |
|             | MIL         | Lista - Movimiento Integración Loretana (MIL)                   |            | Fernando Meléndez Celis       | Regionalismo loretano                                            | Nuevo            | Nuevo            |      |
|             | Mi Loreto   | Lista - Movimiento Independiente Loreto - Mi Loreto (Mi Loreto) |            | Elisbán Ochoa Sosa            | Regionalismo loretano                                            | Nuevo            | Nuevo            |      |
|             | LR          | Lista - Loreto Restaurado (LR)                                  |            | Alfredo Yong Quina            | Regionalismo loretano                                            | Nuevo            | Nuevo            |      |

## Sondeos de opinión
La siguiente tabla enumera las estimaciones de la intención de voto en orden cronológico inverso, mostrando las más recientes primero y utilizando las fechas en las que se realizó el trabajo de campo de la encuesta. Cuando se desconocen las fechas del trabajo de campo, se proporciona la fecha de publicación.
Leyenda:
     Sondeo realizado en el periodo de prohibición legal de la difusión de sondeos de intención de voto.

### Intención de voto
La siguiente tabla enumera las estimaciones ponderadas (sin incluir votos en blanco y nulos) de la intención de voto.
|                               |             |   |      |      |      |      |     |     |  |  |
| Elecciones regionales de 2010 | 3 oct 2010  | — | 31.6 | 24.1 | 13.2 | 12.3 | 5.5 | 7.5 |  |  |
|                               |             |   |      |      |      |      |     |     |  |  |
| Ipsos Apoyo/América           | 3 oct 2010  | ? | 32.2 | 24.7 | –    | –    | –   | 7.5 |  |  |
| CPI                           | 26 sep 2010 | ? | 36.8 | 31.9 | –    | –    | –   | 4.9 |  |  |

## Resultados

### Gobierno Regional de Loreto
|                      | Yván Vásquez Valera           | Fuerza Loretana (FL)                                    | 110,155 | 31.57 |  |  |  |
|                      | Jorge Mera Ramírez            | Movimiento Esperanza Región Amazónica (MERA)            | 84,135  | 24.11 |  |  |  |
|                      | Elisbán Ochoa Sosa            | Movimiento Independiente Loreto - Mi Loreto (Mi Loreto) | 45,962  | 13.17 |  |  |  |
|                      | Fernando Meléndez Celis       | Movimiento Integración Loretana (MIL)                   | 42,879  | 12.29 |  |  |  |
|                      | Robinson Rivadeneyra Reátegui | Movimiento Político Regional UNIPOL (UNIPOL)            | 19,113  | 5.48  |  |  |  |
|                      | Alfredo Yong Quina            | Loreto Restaurado (LR)                                  | 16,980  | 4.87  |  |  |  |
|                      | Jorge Chávez Sibina           | Acción Popular (AP)                                     | 15,312  | 4.39  |  |  |  |
|                      | Moisés Panduro Coral          | Partido Aprista Peruano (APRA)                          | 8,148   | 2.33  |  |  |  |
|                      | Noé Malpartida Sánchez        | Restauración Nacional (RN)                              | 4,592   | 1.32  |  |  |  |
|                      | Moisés Ho Vásquez             | Fonavistas del Perú (FDP)                               | 1,678   | 0.48  |  |  |  |
|                      |                               |                                                         |         |       |  |  |  |
| Total                | Total                         | Total                                                   | 348,954 |       |  |  |  |
|                      |                               |                                                         |         |       |  |  |  |
| Votos válidos        | Votos válidos                 | Votos válidos                                           | 348,954 | 81.39 |  |  |  |
| Votos en blanco      | Votos en blanco               | Votos en blanco                                         | 37,222  | 8.68  |  |  |  |
| Votos nulos          | Votos nulos                   | Votos nulos                                             | 42,583  | 9.93  |  |  |  |
| Votos emitidos       | Votos emitidos                | Votos emitidos                                          | 428,759 | 80.73 |  |  |  |
| Abstenciones         | Abstenciones                  | Abstenciones                                            | 102,350 | 19.27 |  |  |  |
| Votantes registrados | Votantes registrados          | Votantes registrados                                    | 531,109 |       |  |  |  |
|                      |                               |                                                         |         |       |  |  |  |
| Fuente:              |                               |                                                         |         |       |  |  |  |

### Consejo Regional de Loreto
|                        |                                                         |              |              |              |         |         |  |  |
| Partidos y coaliciones | Partidos y coaliciones                                  | Voto popular | Voto popular | Voto popular | Escaños | Escaños |  |  |
| Partidos y coaliciones | Partidos y coaliciones                                  | Votos        | %            | ±pp          | Total   | +/−     |  |  |
|                        | Fuerza Loretana (FL)                                    | 94,011       | 29.84        | –11.14       | 4       | –1      |  |  |
|                        | Movimiento Esperanza Región Amazónica (MERA)            | 60,451       | 19.19        | Nuevo        | 1       | +1      |  |  |
|                        | Movimiento Independiente Loreto - Mi Loreto (Mi Loreto) | 48,103       | 15.27        | Nuevo        | 3       | +3      |  |  |
|                        | Movimiento Integración Loretana (MIL)                   | 42,345       | 13.44        | Nuevo        | 1       | +1      |  |  |
|                        | Acción Popular (AP)                                     | 18,475       | 5.87         | –2.67        | 0       | ±0      |  |  |
|                        | Movimiento Político Regional UNIPOL (UNIPOL)            | 18,402       | 5.84         | –3.92        | 0       | ±0      |  |  |
|                        | Loreto Restaurado (LR)                                  | 15,666       | 4.97         | Nuevo        | 0       | ±0      |  |  |
|                        | Partido Aprista Peruano (APRA)                          | 10,261       | 3.26         | –0.71        | 0       | ±0      |  |  |
|                        | Restauración Nacional (RN)                              | 5,308        | 1.69         | –23.19       | 0       | –2      |  |  |
|                        | Fonavistas del Perú (FDP)                               | 1,978        | 0.63         | Nuevo        | 0       | ±0      |  |  |
|                        |                                                         |              |              |              |         |         |  |  |
| Total                  | Total                                                   | 315,000      |              |              | 9       | +2      |  |  |
|                        |                                                         |              |              |              |         |         |  |  |
| Votos válidos          | Votos válidos                                           | 315,000      | 73.47        | –15.19       |         |         |  |  |
| Votos en blanco        | Votos en blanco                                         | 72,154       | 16.83        | +13.52       |         |         |  |  |
| Votos nulos            | Votos nulos                                             | 41,605       | 9.70         | +1.67        |         |         |  |  |
| Votos emitidos         | Votos emitidos                                          | 428,759      | 80.73        | –4.50        |         |         |  |  |
| Abstenciones           | Abstenciones                                            | 102,350      | 19.27        | +4.50        |         |         |  |  |
| Votantes registrados   | Votantes registrados                                    | 531,109      |              |              |         |         |  |  |
|                        |                                                         |              |              |              |         |         |  |  |
| Fuente:                |                                                         |              |              |              |         |         |  |  |

### Autoridades electas
| Cargo                                                      | Autoridad electa | Autoridad electa            | Partido político | Partido político                            |
| ---------------------------------------------------------- | ---------------- | --------------------------- | ---------------- | ------------------------------------------- |
| Presidente Regional de Loreto                              |                  | Yván Vásquez Valera         |                  | Fuerza Loretana                             |
| Vicepresidente Regional de Loreto                          |                  | Luis Lozano Escudero        |                  | Fuerza Loretana                             |
| Consejero Regional de Loreto (por Alto Amazonas)           |                  | Arnaldo Mori Vela           |                  | Movimiento Independiente Loreto - Mi Loreto |
| Consejero Regional de Loreto (por Datem del Marañón)       |                  | Walter Musoline Acho        |                  | Movimiento Integración Loretana             |
| Consejero Regional de Loreto (por Loreto)                  |                  | Carlos Vela Díaz            |                  | Fuerza Loretana                             |
| Consejero Regional de Loreto (por Loreto)                  |                  | Ángel López Rojas           |                  | Movimiento Independiente Loreto - Mi Loreto |
| Consejero Regional de Loreto (por Mariscal Ramón Castilla) |                  | Washington Rodríguez Pinedo |                  | Fuerza Loretana                             |
| Consejero Regional de Loreto (por Maynas)                  |                  | Mauro López García          |                  | Fuerza Loretana                             |
| Consejero Regional de Loreto (por Maynas)                  |                  | José Quispe Farro           |                  | Movimiento Esperanza Región Amazónica       |
| Consejero Regional de Loreto (por Requena)                 |                  | Luis Gastelú Rodríguez      |                  | Fuerza Loretana                             |
| Consejero Regional de Loreto (por Ucayali)                 |                  | Julio Flores del Castillo   |                  | Movimiento Independiente Loreto - Mi Loreto |